# Tetsuya Nomura
Tetsuya Nomura (野村 哲也, Nomura Tetsuya) (Kōchi, Shikoku, 8 oktober, 1970) is een Japans regisseur en ontwerper van computerspellen die werkt voor Square Enix (het voormalige Square). Nomura is het best gekend vanwege zijn werk aan de Final Fantasy-serie en aan de Kingdom Hearts-serie.

## Carrière
Nomura begon zijn carrière begin jaren 1990 waar hij zijn werk begon als debugger voor Final Fantasy IV. Hij mocht een jaar later de monsters ontwerpen voor Final Fantasy V. Zijn schetsen maakten indruk op regisseur Hironobu Sakaguchi en hij kreeg de grafische regie voor Final Fantasy VI. Hier ontwierp hij de personages Shadow en Setzer en schreef hun achtergrondverhalen.
In 1998 werkte Nomura zowel aan Parasite Eve en aan Brave Fencer Musashi voor de PlayStation. In 2000 begon hij als regisseur voor het spel Kingdom Hearts. Hij ontwierp de hoofdprotagonist voor dit spel genaamd Sora. Naar eigen zeggen was dit zijn favoriete ontworpen personage.
Nomura werkte in de jaren 2000 tot 2012 aan vele andere delen in de Final Fantasy en Kingdom Hearts spelserie. In december 2013 verliet hij zijn rol als regisseur bij Square Enix na een verandering in de bedrijfsstructuur.

## Werken (selectie)
- Final Fantasy IV (1991)
- Final Fantasy V (1992)
- Final Fantasy VI (1994)
- Front Mission (1995)
- Final Fantasy VII (1997)
- Parasite Eve (1998)
- Final Fantasy VIII (1999)
- The Bouncer (2000)
- Final Fantasy X (2001)
- Kingdom Hearts (2002)
- Final Fantasy X-2 (2003)
- Kingdom Hearts: Chain of Memories (2004)
- Musashi: Samurai Legend (2005)
- The World Ends with You (2007)
- Kingdom Hearts coded (2008)
- Final Fantasy XIII (2009)
- The 3rd Birthday (2010)
- Final Fantasy XIII-2 (2011)
- Kingdom Hearts χ (2013)
- World of Final Fantasy (2016)
- Xenoblade Chronicles 2 (2017)
- Dissidia Final Fantasy NT (2018)
- Kingdom Hearts III (2019)